# NBA New Basket A-Zena 2013-2014
La NBA New Basket A-Zena 2013-2014 ha preso parte al campionato di Serie A2 femminile italiana col nome di Almo Nature Genova.
La squadra si è classificata al 2º posto nella Conference Nord-Ovest di Serie A2, al 2º posto nel Girone A di Poule Promozione, ed è stata eliminata in semifinale di play-off dalla Calligaris Trieste.

## Verdetti stagionali
Competizioni nazionali
- Serie A2:

stagione regolare: 2º posto su 7 squadre (9-3);
poule promozione: 2º posto su 8 squadre (10-4);
playoff: eliminazione in semifinale dalla Calligaris Trieste (0-2);
- Coppa Italia:

non si è qualificata;
- Supercoppa italiana:

non si è qualificata.
Competizioni europee
- Eurolega

non si è qualificata.

## Storia
Sulla panchina del club viene confermato coach Giovanni Pansolin che viene però esonerato a gennaio nonostante la squadra si trovasse al 2º posto della propria conferenze con un bilancio di 8 vittorie e 2 sconfitte; gli succede coach Vittorio Vaccaro. Dopo la vittoria all'esordio in trasferta contro l'Astro Cagliari, e la successiva sconfitta casalinga contro il Paddy Power Sesto S.Giovanni, la poule promozione della squadra ricalca a grandi linee quanto fatto nella fase precedente, con sette vittorie consecutive e con l'unica sconfitta all'ultima giornata, in casa contro la Calligaris Trieste, dopo un tempo supplementare.
La formula dei play-off fa sì che in semifinale siano proprio le triestine ad affrontare l'Almo Nature NBA-Zena che, sconfitta in casa in gara-1, non riesce ad allungare la Serie in gara-2, finendo eliminata in due sole partite.
Per l'NBA-Zena, pur con il rammarico determinato dalle 3 sconfitte consecutive con le quali si è chiusa la stagione, la soddisfazione sia per un campionato al di sopra delle aspettative sia per la convocazione in Nazionale di Martina Bestagno, prima ligure ad essere convocata in Nazionale maggiore militando in una squadra ligure.

## Roster
| Giocatrici |
| ---------- |

|    | Naz.              | Ruolo | Sportivo           | Anno | Alt. | Peso |  |
| -- | ----------------- | ----- | ------------------ | ---- | ---- | ---- |  |
| 4  | Italia (bandiera) | C     | Martina Bestagno   | 1990 | 189  |      |  |
| 6  | Italia (bandiera) | G     | Francesca Facchini | 1998 | 172  |      |  |
| 8  | Italia (bandiera) | A     | Elena Bindelli     | 1990 | 188  |      |  |
| 9  | Italia (bandiera) | G     | Giulia Piermattei  | 1993 | 170  |      |  |
| 10 | Italia (bandiera) | C     | Giorgia Belfiore   | 1982 | 195  |      |  |
| 11 | Italia (bandiera) | P     | Federica Cerretti  | 1977 | 175  |      |  |
| 13 | Italia (bandiera) | A     | Marta Policastro   | 1998 | 176  |      |  |
| 17 | Italia (bandiera) | A     | Adelaide Algeri    | 1993 | 175  |      |  |
| 18 | Italia (bandiera) | P     | Alice Sansalone    | 1997 | 165  |      |  |
| 19 | Italia (bandiera) | G     | Chiara Principi    | 1988 | 175  |      |  |
| 20 | Italia (bandiera) | G     | Sara De Scalzi     | 1983 | 176  |      |  |
| 23 | Italia (bandiera) | P     | Valentina Costa    | 1984 | 168  |      |  |
| 31 | Italia (bandiera) | P     | Elena Bestagno     | 1991 | 177  |      |  |

| Staff tecnico                               |
| ------------------------------------------- |
| Allenatore: Vittorio Vaccaro dal 14/01/2014 |

| Vice Allenatore: Andrea Brovia |

| Preparatore Atletico: Manuela Pietronave |

| Allenatore: Giovanni Pansolin fino al 13/01/2014 |

| Giocatrici acquisite a stagione in corso |
| ---------------------------------------- |

|    | Naz.              | Ruolo | Sportivo        | Anno | Alt. | Peso |  |
| -- | ----------------- | ----- | --------------- | ---- | ---- | ---- |  |
| 23 | Italia (bandiera) | P     | Valentina Costa | 1984 | 168  |      |  |

| Giocatrici cedute a stagione in corso |
| ------------------------------------- |

|    | Naz.              | Ruolo | Sportivo       | Anno | Alt. | Peso |  |
| -- | ----------------- | ----- | -------------- | ---- | ---- | ---- |  |
| 31 | Italia (bandiera) | P     | Elena Bestagno | 1991 | 177  |      |  |

## Risultati

### Campionato

#### Girone di andata
| Arbitri: | Maurizio Patrone Ivan Cordone |

|                |          |               |
| M. Bestagno 29 | Punti    | 26 Scibelli   |
| E. Bestagno 6  | Assist   | 3 Fidossi     |
| De Scalzi 6    | Rimbalzi | 12 Ljubenović |